# Sang pour sang (film)
Pour les articles homonymes, voir Sang pour sang.
Pour plus de détails, voir Fiche technique et Distribution.
Sang pour sang (Blood Simple) est un film américain réalisé par Joel Coen et produit par Ethan Coen, sorti en 1985. Il s'agit du premier long métrage des frères Coen.
Le film présente la vision sombre et joyeusement perverse des deux frères et pose les fondations de leurs futurs films. Il est présenté dans divers festivals et reçoit plusieurs distinctions dont le Grand prix du jury du Festival de Sundance en 1985.

## Synopsis
Julian Marty, tenancier d'un bar texan, suspecte son épouse Abby d'entretenir une liaison adultère avec un de ses barmans, Ray. Plus tard, Ray est obligé de faire face à Marty et quitte son travail. Marty charge Visser de tuer le couple Abby-Ray tandis qu'il sera en train de pêcher du poisson près de Corpus Christi, ce qui lui donnera un alibi. Visser pénètre dans le domicile de Ray, dérobe le révolver d'Abby et photographie, à travers la fenêtre de la chambre, le couple en train de dormir.
Il présente les photos de leurs corps, qu'il fait passer pour des cadavres, à Marty, qui lui paie la récompense de 10 000 dollars. Après réception de la somme, il tue Marty avec le révolver d'Abby et laisse l'arme sur les lieux du meurtre afin de laisser croire que c'est elle qui a tué son époux. Plus tard dans la soirée, Ray retourne au bar et, découvrant Marty mort, suppose qu'Abby a tué son mari. Il décide alors de faire disparaître tout indice, nettoyant le sang et détruisant les preuves pouvant accabler Abby. Découvrant que Marty moribond est encore vivant, il enterre celui-ci.
Pendant ce temps, Visser détruit les photos du couple mais constate que l'une d'elles manque : Marty l'avait mise de côté, en sécurité dans son coffre. Il se rappelle aussi qu'il a laissé son briquet avec son nom gravé dans le bureau de Marty. Ray rencontre Abby et lui explique qu'il a nettoyé les lieux, sans se rendre compte qu'elle ne comprend pas du tout ce qu'il lui raconte. Une discussion, puis une dispute, s'instaure, qui est interrompue par un appel de Visser, qui ne dit rien. Abby déclare à Ray que c'est sans doute Marty qui appelle.
Étonnée par le comportement de Ray, Abby se rend au bar, qu'elle découvre cambriolé et chamboulé. Abby en déduit désormais que c'est Ray qui a tué Marty pour une histoire d'argent. Ray lui explique tout : il a trouvé le révolver d'Abby dans le bar et croyait que c'était elle qui avait fait le coup. Ray retourne au bar et trouve l'une des photos du photomontage de Visser dans le coffre ouvert.
Quand Abby rejoint le domicile le soir, elle allume la lampe et trouve Ray observant l'extérieur depuis la fenêtre. Il croit qu'on les observe et lui demande d'éteindre la lumière. Craignant un piège, elle laisse la lumière allumée ; c'est alors que Visser, d'une fenêtre d'en face, tue Ray d'une balle en pleine poitrine.
S'ensuit un moment de suspense durant lequel Abby tente de se cacher et de se protéger des assauts de Visser. Celui-ci pénètre dans la maison, visite les pièces et entre dans la salle de bains. Il ouvre la fenêtre et constate que le long de la façade se trouve une autre fenêtre, ouvrant sur une pièce située juste derrière la salle de bains. C'est alors qu'Abby lui plante un couteau dans la main. Visser peine à enlever le couteau, qui l'immobilise, y parvient et retrouve sa mobilité. Abby en a profité pour récupérer son revolver : lorsqu'elle voit Visser quitter la salle de bains et se diriger vers elle, elle l’abat à travers la porte d'une balle dans le ventre.

## Fiche technique
Sauf indication contraire, les informations mentionnées dans cette section peuvent être confirmées par les bases de données cinématographiques IMDb et Allociné,  présentes dans la section « Liens externes ».
- Titre francophone : Sang pour sang puis Blood Simple pour la sortie en DVD
- Titre original : Blood Simple
- Réalisation et scénario : Joel Coen et Ethan Coen (non crédité)[note 1]
- Musique : Carter Burwell
- Décors : Jane Musky
- Son : Lee Orloff, Skip Lievsay et Michael R. Miller
- Effets spéciaux : Loren Bivens
- Montage : Roderick Jaynes[note 2] et Don Wiegmann
- Directeur de la photographie : Barry Sonnenfeld
- Production : Ethan Coen et Joel Coen (non crédité)
- Sociétés de distribution : Circle Films (), I.D Films (), Pan-Canadian Film Distributors (en) ()
- Pays de production :  États-Unis
- Langue originale : anglais
- Budget : 1 500 000 $
- Genre : néo-noir[1], drame et thriller
- Durée : 99 minutes, 96 minutes (version director's cut)
- Dates de sortie[2] :
  - États-Unis : 18 janvier 1985
  - France : 3 juillet 1985
  - États-Unis : 2 juin 2000 (director's cut)
  - France : 19 juillet 2000 (director's cut)
- Classification[3] :
  - États-Unis : R - Restricted
  - France : interdit aux moins 13 ans à sa sortie en salles

## Distribution
- John Getz (VF : Bernard Tiphaine ; Éric Herson-Macarel) : Ray
- Frances McDormand (VF : Catherine Lafond ; Nanou Garcia) : Abby
- Dan Hedaya (VF : Roger Rudel ; Jean-Yves Chatelais) : Julian Marty
- M. Emmet Walsh (VF : Jacques Dynam ; Claude Brosset) : Loren Visser (crédité au générique comme « détective privé »[note 3])
- Samm-Art Williams (VF : Greg Germain ; Frantz Confiac) : Meurice
- Deborah Neumann (VF : Virginie Méry) : Debra
- Holly Hunter (VF : Juliette Degenne) : Hélène Trend (voix off, non créditée au générique)
- Barry Sonnenfeld : les vomissements de Marty (voix, non crédité)

Légende : doublage de la version originale (1984) ; doublage de la version director's cut (2000)[réf. nécessaire]

## Production

### Genèse et développement
Après avoir écrit le scénario, les frères Coen — qui n'avaient aucune expérience préalable dans le cinéma — ont tourné une bande-annonce pour « vendre » le film. Celle-ci montre « un homme traînant une pelle le long d'une voiture arrêtée au milieu de la route, retour vers un autre homme qu'il allait tuer » et « un plan de trous d'armes à feu à contre-jour dans un mur. » Cette vidéo promotionnelle contient une apparition de Bruce Campbell dans le rôle de Julian Marty et est filmée par Barry Sonnenfeld,.
Après avoir tourné cette bande-annonce, les frères Coen commencent à la présenter dans l'espoir de persuader des investisseurs. Daniel Bacaner a été l'un des premiers à investir de l'argent dans le projet. Il en devient également le producteur délégué et a présenté les deux frères à d'autres investisseurs potentiels. Il leur faudra un an pour récolter les 1,5 million de dollars nécessaires.

### Attribution des rôles
L'un des rôles principaux est tenu par Frances McDormand. Cette même année 1984, elle épouse Joel Coen et jouera par la suite dans plusieurs films des frères Coen, en particulier un des premiers rôles de Fargo et de Burn After Reading.

### Tournage
Le tournage a lieu au Texas, notamment à Austin et Hutto, pendant huit semaines à l'automne 1982.
Futur réalisateur de Men in Black, Barry Sonnenfeld officie au poste de directeur de la photographie. Il collaborera à nouveau avec les deux frères pour leurs deux films suivants : Arizona Junior (1986) et Miller's Crossing (1990).

## Bande originale
Bandes originales des films des frères Coen
Arizona Junior
(1987)
La musique du film est composée par Carter Burwell. Elle est commercialisée en CD en 1987 avec des titres du film suivant des frères Coen, Arizona Junior. Le compositeur entame là une collaboration durable avec les cinéastes.
Liste des titres
1. Crash and Burn (2:40)
2. Blood Simple (3:33)
3. Chain Gang (4:47)
4. The March (3:34)
5. Monkey Chant (1:04)
6. The Shooting (2:52)
7. Blood Simpler (1:22)

Autres titres apparaissant dans le film
- It's the Same Old Song de The Four Tops
- Louie Louie de Toots and the Maytals
- The Lady in Red de Xavier Cugat et son orchestre
- Rogaciano
- He'll Have to Go de Joan Black
- El Sueno de Johnny Ventura (es)
- Anahi de Maria Luisa Buchino et ses Llameros
- Sweet Dreams de Patsy Cline

## Sortie et accueil

### Festivals
Le film est présenté dans de nombreux festivals : en 1984 (Deauville, Toronto, New York Film Festival) ; en 1985 (Sundance, Bruxelles, Cognac) ; en 1986 (Fantasporto)…

### Critique
Tourné pour 1 500 000 $, somme dérisoire pour un long-métrage, Sang pour sang est devenu d'emblée un film culte. Le film est un hommage aux classiques américains du film noir. Les réalisateurs néophytes y font preuve d'une maîtrise du matériau cinématographique au travers de leur mise en scène. Sang pour sang les fait également figurer d'emblée parmi les metteurs en scène les plus inventifs de leur génération grâce à leurs prises de vue acrobatiques et à leurs points de vue[réf. nécessaire].

### Box-office
Le film ne connait qu'une sortie limitée. Il ne rapporte que 2,1 millions de dollars sur le sol américain. En France, il attire 196 156 spectateurs en salles. Le film connaitra plusieurs ressorties en salles dans plusieurs pays, notamment celle de 2000, qui rapporte 2 068 701 $ supplémentaires.

## Distinctions

### Récompenses
- Festival du film de Sundance 1985 : Grand Prix du jury - film dramatique[13]
- Festival du film policier de Cognac 1985 : prix de la critique (membres du jury : Michel Ciment, Gilles Marchal)
- Fantasporto 1986 : prix du public
- Film Independent's Spirit Awards 1986 : meilleur acteur pour M. Emmet Walsh, meilleur réalisateur pour Joel Coen (ex aequo avec Martin Scorsese pour After Hours)

### Nominations
- Prix Edgar-Allan-Poe 1986 : meilleur film
- Fantasporto 1986 : meilleur film fantastique international
- Film Independent's Spirit Awards 1986 : meilleur film, meilleure photographie pour Barry Sonnenfeld, meilleur scénario pour Joel et Ethan Coen.

## Commentaires

### Versiondirector's cut
En 2000, une version director's cut du film est sortie dans certains pays, puis en DVD en 2001. Cette version est plus courte de trois minutes. Certaines scènes sont ajoutées alors que d'autres ont été supprimées.

### Autour du film
- Le titre original du film, Blood Simple, est tiré de La Moisson rouge de Dashiell Hammet, où un personnage déclare : « This damned burg's getting me. If I don't get away soon I'll be going blood-simple like the natives. »[Quoi ?]. Il est également un jeu de mots sur « blood sample » (« échantillon de sang »).
- Lorsque le détective privé tire sur Julian Marty, il lui dit : « Qui a l'air stupide maintenant ? ». Cette réplique provient du film anglais Tueurs de dames de 1955. Les frères Coen réaliseront un remake en 2004, Ladykillers.
- Une phrase d'Alfred Hitchcock est placée en exergue du film, et figure sur la première affiche française : « Tuer quelqu’un est très dur, très douloureux, et très… très long. »[15] La scène de la mort de Marty fait évidemment écho à cette phrase.